# وای ریور، ویکتوریا
وای ریور (به انگلیسی: Wye River) یک شهرک در استرالیا است که در ویکتوریا (استرالیا) واقع شده‌است.